# Werner Steinmetz (Komponist)
Werner Steinmetz (* 1. Februar 1959 in Kirchschlag, Niederösterreich) ist ein österreichischer Komponist, Trompeter und Dirigent.

## Leben
Werner Steinmetz studierte an der Grazer Expositur Oberschützen/Burgenland Trompete bei Hans Meister und Klavier bei Eugen Jakap. Im Jahr 1982 legte er die Lehrbefähigungsprüfung für Trompete ab.
In den Jahren von 1982 bis 1984 studierte er an der Universität für Musik und darstellende Kunst Wien Trompete bei Adolf Holler und schloss sein Konzertdiplom im Jahr 1985 ebenda ab.
Seit dem Jahr 1983 ist Steinmetz Mitglied des Bruckner Orchesters Linz. Zudem ist er als Trompeter in weiteren Orchestern tätig, u. a. im Austrian Art Ensemble, den Österreichischen Kammersymphonikern, dem Wiener Johann Strauß Orchester und dem Strauß Festival Orchester Wien.
Auch als Komponist und Dirigent arbeitete Steinmetz u. a. mit dem Bruckner Orchester Linz, den Österreichischen Kammersymphonikern, dem Ensemble Supercussion Vienna, den Ensembles Kontrapunkte und Pro Brass, dem Johann Strauß Ensemble, dem Wiener Posaunenquartett, dem Wiener Kammerorchester, den Budapester Streichersolisten und den Wiener Symphonikern zusammen.
Seine Kompositionen wurden u. a. bei den Wiener Festwochen, dem Brucknerfest Linz, dem Donaufestival Krems, dem KlangBogen Wien, dem Wiener Musiksommer und dem Frühlingsfestival im Wiener Konzerthaus sowie in den USA, in Japan, Deutschland, Polen, Russland und in der Türkei aufgeführt.
Bei dem im Jahr 1986 gegründeten Festival Jazz an der Donau in Vilshofen an der Donau leitete er das aus Mitgliedern des Bruckner Orchesters Linz und der Wiener Symphoniker bestehende Bruckner Symphonic Orchestra.

„Musik soll das menschliche Herz, das Gehirn und somit den Menschen als Ganzes erreichen, um so jene Sensibilität im Menschen zu wecken, zu der Musik fähig sein kann.“

## Auszeichnungen
- 2000: Staatsstipendium für Komponisten der Republik Österreich[2]
- 2002: Landeskulturpreis für Musik der Oberösterreichischen Landesregierung[2]
- 2003: Composer in residence an der Musik und Kunst Privatuniversität der Stadt Wien[2]
- 2008: Anton Bruckner-Stipendium des Landes Oberösterreich[4]
- 2008: Composer in residence im Wiener Concert-Verein (WCV)[2]

## Werke (Auswahl)

### Ensemblemusik
- My Music – Stück für vier Schlagwerker und Bass (1990)[5]
- Cuenca – Stück für „ADMC“, Trio für Vibraphon, Marimbaphon und Setar mit Synthesizer (1993)[5]
- Solo & Kammermusik – für Klavier, Pauke und Streichorchester mit Violine solo (1994)[5]
- Recuerdos – Erinnerungen an Südamerika – Einsätziges Stück in mehreren Bildern (1995)[5]
- Choral – für vier Hörner, fünf Trompeten, vier Posaunen, Tuba, Pauke und Perkussion (1982)[5]
- Streichquartett Nr. 1 – für zwei Violinen, Viola und Violoncello (1996)[5]
- Scherzett II – Neufassung von Scherzett für Kammerorchester mit zwei Klarinetten, kleine Trommel, Triangel, Klavier, Streicher und Oboe solo (1999)[5]
- Streichquartett Nr. 1 – yyyy (1982)[5]
- kurz & bündig – Fassung für Schlagwerkensemble mit Perkussion (ad: Schlagzeugset, Glockenspiel, Tambourin), Xylophon, Vibraphon, Marimbaphon und Synthesizer (2001)[5]
- e-mail Polka – für Kammerorchester mit Flöte, Oboe, Klarinette, Fagott, Horn, Trompete (in C), Posaune, Perkussion, Schlagzeug und Streicher (2001)[5]
- Minisymphonie – für Kammerorchester mit zwei Oboen, zwei Fagotte, zwei Hörner, Flöte und Streicher (2009)[5]
- Colours – Quartett für Trompete, Flügelhorn, Klavier und Laptop mit Synthesizer (2013)[5]

### Bläsermusik
- Holzblues – Quintett für Flöte, Oboe, Klarinette, Fagott und Horn (1990)[5]
- Scherzett – für Oboe solo und Holzbläserbegleitung (1991)[5]
- Sonatine – Oktett (1992)[5]
- Divertimento – Quartett für vier Posaunen (1997)[5]
- Scherzett III – Neufassung von Scherzett für Kammerorchester mit Flöte, Klarinette, Fagott, Horn, Trompete (in C), Posaune, Pauke, Perkussion, Streicher und Oboe solo (1999)[5]
- Geistlicher Hymnus – für Orchester (1999)[5]
- AlberndorferFestmusik (2000)[5]
- Linzer Symphonie – Bearbeitung von Mozarts KV 425, Oktett für zwei Oboen, zwei Klarinetten, zwei Fagotte und zwei Hörner (2008)[5]
- Fanfare – Quintett für zwei Trompeten (in C), Horn, Posaune und Tuba (2009)[5]
- Echos – Oktett für zwei Oboen, zwei Klarinetten, zwei Fagotte, zwei Hörner und Elektronik (2009–2010)[5]

### Orchestermusik
- Ouvertüre – für großes Orchester mit vier Hörnern, drei Trompeten (in C), drei Posaunen, zwei Klarinetten, zwei Fagotte, zwei Oboen, Piccoloflöte, Flöte, Tuba, Pauke, Perkussion und Streicher (1998)[5]
- Tänze für Orchester – für großes Orchester mit vier Hörnern, vier Flöten, drei Posaunen, drei Trompeten (in C), zwei Klarinetten, zwei Fagotten, zwei Oboen, Piccoloflöte, Englischhorn, Bassklarinette, Kontrafagott, Tuba, Pauke, Perkussion, Xylophon, Marimbaphon und Streichern (1999)[5]
- Konzert für zwei Flöten und Orchester – Besetzung: zwei Klarinetten, zwei Hörner, Altflöte, Oboe, Fagott, Kontrafagott, Trompete, Posaune, Perkussion, Cembalo und Streicher (2000)[5]
- Serenade – für Streicher (2003)[5]
- Two doctors – Besetzung: Flöte, Oboe, Klarinette, Fagott, Horn, Schlagzeug, Elektrische Gitarre, Elektrische Bassgitarre und Keyboard (2004)[5]
- Crazy, Silly, Rag – für Orchester mit zwei Perkussions, Flöte, Oboe, Klarinette, Fagott, Horn, Trompete, Posaune, Tuba, Harfe, Klavier und Streicher (2011)[5]